# Фардон, Дон
Дон Фа́рдон (англ. Don Fardon, при рождении До́нальд А́ртур Мон (англ. Donald Arthur Maughn); род. 19 августа 1943 года, Ковентри, Уэст-Мидлендс, Англия, Великобритания) — английский поп-певец. Наиболее известен своим кавером на песню Indian Reservation («Индейская резервация»; 1968), хитом номер 3 в Великобритании; пластинки с этой записью имели миллионы продаж во всём мире.

## Карьера
До того, как стать певцом, Дон Фардон работал чертёжником в Alfred Herberts Ltd. в Ковентри. Затем с 1963 года и до своего сольного успеха он был певцом в рок-группе The Sorrows.
Самым большим успехом Фардона стала его кавер-версия Indian Reservation Джона Д. Лаудермилка; в 1968 году она заняла 20-е место в «Горячей сотне» журнала Billboard (Billboard Hot 100), в 1970-м стала хитом номер 3 в Великобритании и хитом номер 4 в Австралии. Мировые продажи были оценены в более чем миллион копий.
Следующий сингл Фардона Follow Your Drum достиг номера 16 в чарте синглов Австралии в мае 1972 года.
В 1973 году его трек Delta Queen достиг 86 позиции в чарте Billboard Hot 100. В 1974-м Фардон перепел знаменитый хит Lola группы The Kinks. Он также выпустил кавер-версию песни Running Bear. В 2006-м он переиздал свой сингл Belfast Boy, посвятив его памяти умершего годом ранее футболиста Джорджа Беста.
Кавер-версия песни I'm Alive в исполнении Дона Фардона (автор Томми Джеймс) была показана в британской телевизионной рекламе фруктовых напитков Five Alive и в голландской рекламе Vodafone. На фоне успеха последней I'm Alive была переиздана в Нидерландах; в марте 2011 года она вошла в топ-20 в чарте синглов этой страны.

## Дискография

### Альбомы
- Lament of the Cherokee Indian Reservation (1968, GNP)
- I've Paid My Dues (1970, Decca)
- Released (1970, Youngblood)
- Indian Reservation (1988, GNP)
- Line Dance Party (1998, Grasmere)
- Indian Reservation (1999, Elap)
- I'm Alive (2003, RPM)
- Letter (2005, Magic)
- Coventry Boy (2006, Castle)[7]

### Избранныесинглы
- Indian Reservation (The Lament of the Cherokee Reservation Indian) (1968)
- I'm Alive (1969, переиздан в 2011)
- Belfast Boy (выпущен 20 марта 1970, переиздан в 2006)